# Tanja Hüberli
Tanja Hüberli (* 27. August 1992 in Reichenburg) ist eine Schweizer Beachvolleyball- und ehemalige  Volleyballspielerin.

## Karriere

### Karriere Hallen-Volleyball
Hüberli begann ihre Karriere beim VBC March. Anschliessend spielte die Mittelblockerin beim Drittligisten VBC Pfäffikon. 2008 wurde sie vom Erstligisten TSV Jona verpflichtet. In dieser Zeit spielte sie auch für die U19-Nationalmannschaft der Schweiz. 2010/11 spielte Hüberli beim VBC Voléro Zürich.

### Karriere Beachvolleyball
Hüberli wurde 2010 Schweizer Vizemeisterin der U21. Im gleichen Jahr nahm sie mit Ines Egger an der U19-Weltmeisterschaft in Porto teil und belegte den neunten Rang. 2012 spielte sie mit Marlen Brunner beim Grand Slam in Gstaad erstmals ein Turnier der FIVB World Tour. Mit Fabienne Geiger wurde sie Neunte der U23-Europameisterschaft in Assen. Ausserdem erreichte sie den fünften Platz bei der nationalen Meisterschaft und nahm an der Studenten-Weltmeisterschaft in Brasilien teil. Von 2013 bis 2015 bildete Hüberli ein Duo mit Tanja Goricanec. Mit ihr zusammen wurde sie 2013 Schweizer Meisterin. Als Bestresultat auf der Welttour belegten Goricanec/Hüberli beim Grand Slam in Moskau den fünften Platz. Mit Sarah Leemann belegte Hüberli den neunten Rang der U23-EM in Mysłowice. Bei der WM in Stare Jabłonki schieden Goricanec/Hüberli trotz eines Sieges über die Tschechinnen Bonnerová/Hermannová nach der Vorrunde aus. 2014 wurden sie auf Sardinien Vizeeuropameister. Seit 2016 spielte Hüberli an der Seite von Nina Betschart. Betschart/Hüberli gewannen 2016 das CEV Satellite Turnier in Baden und wurden Dritte beim FIVB Major Turnier in Klagenfurt. 2017 belegten sie beim FIVB-5-Sterne-Turnier in Poreč Platz drei.
Höhepunkte der Jahre 2018 und 2019 waren für die beiden Schweizerinnen der Gewinn ihrer beiden ersten gemeinsamen Schweizer Meisterschaften sowie die Vizeeuropameisterschaft 2018 in den Niederlanden und der vierte Platz bei der Weltmeisterschaft 2019 in Hamburg.
Anfang August 2020 gewann Hüberli mit Isabel Schneider in Düsseldorf das zweite Top-Teams-Turnier der deutschen Comdirect Beach Tour. Im Jahr 2021 nahmen Nina Betschart und Tanja Hüberli an den Olympischen Spielen in Tokio teil und schieden gegen ihre Landsfrauen Joana Heidrich und Anouk Vergé-Dépré im Achtelfinal aus. Anschliessend wurden sie in Wien Europameisterinnen und in Bern zum dritten Mal Schweizer Meisterinnen.
Auf der Volleyball World Beach Pro Tour 2022 erreichten Hüberli und Brunner (bisher Betschart) dritte Plätze bei den Turnieren in Doha (Challenge) und Ostrava (Elite16). Bei der Weltmeisterschaft in Rom schieden sie im Achtelfinal gegen Kolinske/Hughes und landeten somit auf dem neunten Platz. Im August wurden sie Zweite beim Elite16-Turnier in Hamburg und auch die Europameisterschaft in München beendeten sie auf dem zweiten Platz. Anschliessend wurden sie in Bern zum vierten Mal Schweizer Meisterinnen. Beim World Pro Tour Finale in Doha belegten sie den fünften Platz.
Auf der Volleyball World Beach Pro Tour 2023 erreichten Hüberli/Brunner beim Elite16-Turnier in Doha Platz zwei. Bei der Europameisterschaft 2023 in Wien gewannen sie im Endspiel gegen die Spanierinnen Daniela Álvarez und Tania Moreno. Anschliessend wurden sie in Bern zum fünften Mal Schweizer Meisterinnen. Bei der Weltmeisterschaft 2023 in Tlaxcala erreichten sie Platz fünf. Der größte Erfolg ihrer bisherigen Karriere bei der FIVB-Beachserie gelang den Schweizerinnen am 21. April 2024, als sie beim Elite16 in Tepic im Finale die Niederländerinnen Raïsa Schoon / Katja Stam in drei Sätzen besiegen konnten. Bis zu diesem Zeitpunkt hatten die Sportlerinnen aus der Alpenrepublik noch nie ein Turnier der World Tour gewinnen können und schon gar nicht ein derart hochklassiges Event außerhalb von europäischen Wettbewerben. Ihr zweites Elite16-Endspiel des Jahres erreichten sie in Espinho, als sie in der Vorschlussrunde Álvarez / Moreno das Nachsehen gaben. Im Anschluss daran verloren sie trotz gewonnenem ersten Satz und mehrerer Matchbälle im zweiten Durchgang gegen die US-Amerikanerinnen Kristen Nuss und Taryn Kloth. Bei den Olympischen Spielen gaben sie bis einschließlich ersten Durchgang im Halbfinale keinen einzigen Satz ab. Sie besiegten unter anderem in der Vorrunde die Deutschen Ludwig / Lippmann und im Viertelfinale die Weltranglistendritten Hughes / Cheng. Nach der Dreisatz–Niederlage in der Vorschlussrunde gegen Melissa / Brandie sicherten sie sich Bronze durch ein 2:0 gegen die Australierinnen Mariafe / Clancy. Nachdem sie die folgende Europameisterschaft in den Niederlanden ausgelassen hatten, siegten Hüberli/Brunner beim nachfolgenden Elite16-Turnier in Hamburg im Endspiel knapp gegen das deutsche Duo Cinja Tillmann und Svenja Müller. Anschliessend wurden sie in Bern zum sechsten Mal Schweizer Meisterinnen. Im Oktober 2024 trennten sich die beiden Schweizerinnen.
Kurz darauf erklärte Hüberli, ab November mit der 19-jährigen Schweizerin Leona Kernen eine Teampartnerschaft einzugehen, im November ins Training einzusteigen und ab dem Saisonstart der World Beach Pro Tour 2025 internationale Turniere zu bestreiten. Auf der World Pro Tour 2025 erreichten Hüberli/Kernen bei den ersten Turnieren in Mexiko beim Challenge in Yucatán Platz zwei und beim Elite16 in Quintana Roo Platz fünf.